# بانک وستمینیستر
بانک وستمینیستر (انگلیسی: Westminster Bank) شرکت خدمات مالی و بانکداری بریتانیایی است، که در سال ۱۸۳۴ تأسیس شد.